# Trichomyia aurea
Trichomyia aurea är en tvåvingeart som beskrevs av Duckhouse 1972. Trichomyia aurea ingår i släktet Trichomyia och familjen fjärilsmyggor. Inga underarter finns listade i Catalogue of Life.